# Planetshakers
Planetshakers — христианская церковь протестантского пятидесятнического толка, находящаяся в Мельбурне, Австралия. Церковь «Плэнетшейкерс» берет своё начало как молодёжное христианское движение, которое было начато в церкви Paradise Community Church пастором Расселлом Эванс. Первая конференция состоялась в Аделаиде, в 1997 году. В 2004 году церковь «Плэнетшейкерс» переехала в Мельбурн, для того, чтобы начать церковное служение. У церкви есть библейский колледж. Основное послание церкви «Плэнетшейкерс» это Евангелие. Главными пасторами церкви являются Расселл Эванс и его супруга Саманта Эванс.

## Проект Awakening
Проект Awakening — масштабная ежегодная христианская конференция. На этой конференции церковь собирает более 50 000 человек. Конференция проводится в течение 3-7 дней). На конференции выступают различные протестантские пастора, такие как Ти Ди Джейкс и Джон Бивер.

## Конференции
Начиная с 1997 года «Плэнетшейкерс» проводят конференции. Первая конференция была проведена в 1997 году в Аделаиде. На этой конференции было 300 делегатов. К 2004 году численность делегатов достигла 20 тысяч. На конференциях выступают различные спикеры, включая таких проповедников, как Рейнхард Боннке и Джон Бивер.

## Музыка
«Плэнетшейкерс» также является музыкальной командой прославления и поклонения. Их песни поют в разных протестантских церквах по всему миру. Их стиль представляет собой музыку поклонения в жанрах рок и поп-музыки, а также смесь панк-рока и альтернативного рока. Начиная с 2009 года музыка тяготеет к танцевальным направлениям, таким как хаус, ню-диско, индитроника, дабстеп, дэнс-рок.
В 2004 году их альбом Open Up The Gates был номинирован на Dove Awards как альбом прославления и поклонения года.
Лидерами являются Саманта Эванс (Samantha Evans) и Генри Сили (Henry Seeley), а также с 2008 года Джот Хант (Joth Hunt). В 2014 году записали свой лучший альбом по мнению поклонников This is Our Time.

## Уход Генри Сили
В 2012 году основной музыкальный лидер, продюсер и музыкальный пастор Генри Сили с супругой и детьми переехал в Нэшвилл, штат Теннесси.
Там он основал свою церковь которая называется The Belonging Co. В свободное время он работает в своей студии звукозаписи, записывая и микшируя
альбомы таким исполнителям как Дарлин Чек (Darlene Zschech) и Исраэль Хоутон (Israel Houghton).

## Дискография
- When the Planet Rocked (2000) Записан «в живую» на конференции.
- So Amazing (2001) Записан «в живую» на конференции.
- Phenomena (2001) Концертная запись.
- Reflector (2002) Записан «в живую» на конференции.
- Open Up The Gates (2002) Студийный альбом.
- My King (2003) Записан «в живую» на конференции.
- Rain Down (2003) Студийный альбом.
- All That I Want (2004) Записан «в живую» на конференции.
- Always and Forever (2004) Студийный альбом.
- Evermore (2005) Записан «в живую» на конференции.
- Decade: Lift Up Your Eyes (2005) Специальный сборник.
- Arise (2006) Студийный альбом.
- Pick It Up (2006) Записан «в живую» на 10-й юбилейной конференции.
- Praise Him (2006) Сборник.
- Worship Him (2006) Сборник.
- Never Stop (2007) Студийный альбом.
- Saviour of the World (2007) Записан «в живую» на конференции.
- Free (2008) Записан «в живую» в поместной церкви Planetshakers.
- All for Love (2008) Записан «в живую» на конференции.
- Beautiful Saviour (2008) Записан «в живую» в поместной церкви Planetshakers.
- Deeper (2009) Записан «в живую» в поместной церкви Planetshakers.
- One (2009) Записан «в живую» на конференции.
- Even Greater (2010) Записан «в живую» в поместной церкви Planetshakers.
- Nothing Is Impossible (2011) Студийный альбом. — но DVD диск записан «в живую» на конференции Planetshakers в 2010 году.
- Heal Our Land (2012) Записан «в живую» на конференции.
- Limitless (2013) Записан «в живую» на конференции.
- Nothing Is Impossible: Planetshakers Kids Album (2013)
- Endless Praise (2014) Записан «в живую» на конференции Conference в 2013 году.
- This Is Our Time (2014) Записан «в живую».
- Outback Worship Sessions (2015) Студийный альбом.
- #LETS GO (2015) Студийный альбом.